# Kombattant
Kombattant (från franska combattant, stridande) är personer som folkrättsligt har rätt att delta i strid. Motsatsen är nonkombattant. I Sverige används även benämningarna stridande och icke stridande.

## Genèvekonventionen
Följande grupper räknas som kombattanter i tredje Genèvekonventionen:
1. Medlemmar i stridande parts stridskrafter, milisgrupper och frivilliggrupper som ingår i stridande parts stridskrafter.
2. Medlemmar av andra milisgrupper och frivilliggrupper samt organiserad motståndsrörelse om de uppfyller vissa villkor.
3. Medlemmar av regelrätta militära förband, som lyder under en regering som inte erkänts av den makt i vars våld de hamnat.
4. Personer som följer med stridskrafterna utan att direkt tillhöra dem, till exempel civil besättning på militärt luftfartyg.
5. Medlemmar av besättning på handelsfartyg och civila luftfartyg som tillhör stridande part.
6. Civilbefolkning som vid fiendens annalkande självmant griper till vapen för att göra motstånd i självförsvar förutsatt att de uppfyller vissa villkor (bland annat att de bär vapnen öppet och iakttar krigets lagar), så kallad levée en masse.[1]

## Behandling av tillfångatagna
Kombattanter skall behandlas som krigsfångar om de tillfångatas, och har rätt till human behandling. Personer som deltar i strids- eller våldshandlingar utan att vara kombattanter saknar detta skydd. Detta är tydligt inte minst i de mer moderna krig som utspelar sig idag där stridande parter kan omnämnas som exempelvis terrorister och liknande. En legal kombattant måste bära uniform, armbindel eller liknande för att påvisa vilken tillhörighet han eller hon har. Stridande som uppträder utan dessa kännetecken är illegala krigsdeltagare och omfattas alltså inte av det skydd som legala kombattanter åtnjuter.

## Sverige
I Sverige har regler om vilka personer som utöver militärer i uniform räknas som kombattanter införts i totalförsvarets folkrättsförordning. Dessa är:
1. Polismän som under krig deltar i rikets försvar.
2. Skyddsvakter.
3. Personal ur Tullverket som tjänstgör som gränsövervakningspersonal.
4. Medlemmar av den organiserade motståndsrörelsen.[3]